# Burgruine Schrattenstein

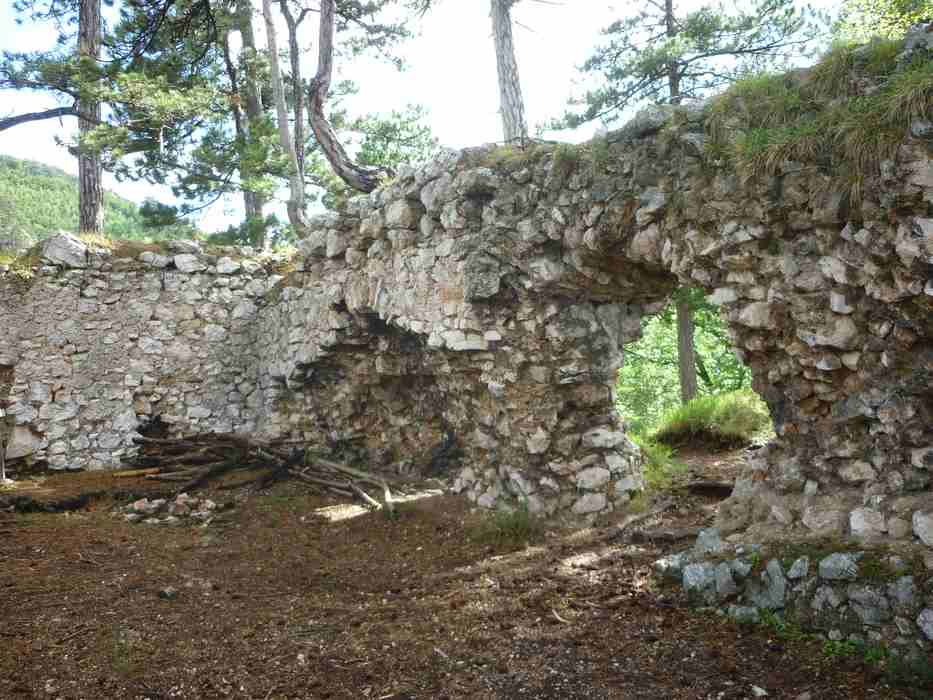
Eine der größeren noch vorhandenen Mauerreste der Ruinie

Die Burgruine Schrattenstein liegt in der Gemeinde Schrattenbach, im südlichen Alpenvorland, Niederösterreich.

## Lage
Die Burgruine wurde auf einem Felssporn, der gegen Westen und Südwesten etwa 100 Meter senkrecht abfällt, erbaut.

## Geschichte
Im Jahr 1182 wird in einer Urkunde des Markgrafen Otakar IV. von Steiermark (auch Ottokar) von einem „Chalhoch de Stratensteine“ bezeugt, die die von seinem Vater gewidmeten Freiheiten des Stiftes Seckau bestätigt. Zwei Jahre später tritt dessen Sohn „Ortolf“ ebenso urkundlich in Erscheinung. Beide Namen sind charakteristisch für die Herren von Schrattenstein.
Die Schrattensteiner besaßen die Burg als freies Eigen, starben jedoch vermutlich in der zweiten Hälfte des 13. Jahrhunderts aus. Danach fiel die Burg an Rudolf I von Habsburg. Dieser schenkte sie Friedrich von Hohenzollern. Zu Beginn des 14. Jahrhunderts war die Burg ein Lehen der Markgrafen von Brandenburg bzw. der Burggrafen von Nürnberg, die sie an die mit den Schrattensteinern verschwägerten Herren von Hauenfeld vergeben hatten.
1364 verkaufte Jörg (Georg) von Hauenfeld die „halbe veste Schrattenstain“ an Peter von Ebersdorf. Ein Jahr darauf überließ sein Bruder Stephan von Hauenfeld dem gleichen Käufer auch die andere Hälfte. Zu dieser Zeit erfolgten die Käufe mit Zustimmung des Lehensherrn Graf Friedrich von Nürnberg. Peter von Ebersdorf, der die Burg Schrattenstein nun „samt allem Zugehör“ besaß, war oberster Kämmerer in Österreich. Vorerst wurde Schrattenstein von Burggrafen verwaltet.
1416 ließen die Ebersdorfer den Palas aufstocken und die Feste ausbauen. In weiterer Folge ging die Anlage in den Besitz der Wallseer über. Barbara von Wallsee übergab ihrem Gatten Siegmund von Schaunberg die halbe Burg.
1542 erwarb Erasmus von Scherffenberg die Burg und verkaufte diese 1559 an den Freiherrn Johann Baptist Hoyos.
Die Burg Schrattenstein war damals bereits Ruine. Sie wird im selben Jahr als „ode veste“ bezeichnet. Als Zufluchtsort für die umliegenden Bewohner wird Stixenstein bestimmt, da „Schraitenstein abgeschafft“ sei.
In den Türkenkriegen spielte die Burg keine Rolle mehr, da sie damals bereits verlassen und ruinös war. Vermutlich wurde sie bereits in den Kämpfen mit den Ungarn unter Matthias Corvinus in den 80er-Jahren des 15. Jahrhunderts beschädigt und aufgegeben. Zahlreiche Bodenfunde deuten aber darauf hin, dass die Burg in der ersten Hälfte des 16. Jahrhunderts zumindest noch teilweise bewohnt war. Das Erdbeben im Jahr 1590 richtete weitere Schäden an.
1937 wurde die Ruine mit allem umliegenden Grundbesitz gemeinsam mit dem Schloss Stixenstein an die Stadt Wien verkauft, die sie derzeit noch besitzt.

## Die Burg heute
Heute sind das Burggelände sowie die Burgruine selbst teilweise gepflegt, gesichert und frei zugänglich.